# Пак Ро Бьок
Пак Ро Бьок (кор. 박노벽, 朴魯璧, 9 липня 1956) — південно-корейський дипломат.

## Біографія
У 1980 закінчив Сеульський національний університет, бакалавра з міжнародних відносин. У 1983 закінчив Лондонську школу економіки та політичних наук, відділення міжнародних відносин. У 1993 захистив кандидатську дисертацію з історичних наук у Дипломатичній академії МЗС Російської Федерації (Москва). Ступінь магістра юридичних наук отримав в університеті імені Джорджа Вашингтона (м. Вашингтон, округ Колумбія, США).
- З 1979 по 1984 — працював у центральному апараті МЗС Республіки Корея на різних посадах.
- З 1984 по 1991 — другий секретар Посольства Республіки Корея в Швейцарській Конфедерації.
- З 1991 по 1993 — перший секретар Посольства Республіки Корея в Російській Федерації.
- З 1993 по 1995 — радник Посольства Республіки Корея в Республіці Узбекистан.
- З 1995 по 1996 — головний секретар Міністра закордонних справ Республіки Корея.
- З 1996 по 1997 — працює у центральну апараті МЗС Республіки Корея, очолюючи Другий та Третій Відділи Північної Америки, Департамент зв'язків з Північною Америкою.
- З 1997 по 2000 — перший секретар Посольства Республіки Корея в Сполучених Штатах Америки.
- З 2000 по 2002 — радник Посольства Республіки Корея в Союзі М'янма.
- З 2002 по 2003 — заступник речника та заступник генерального директора Департаменту зв'язків з Північною Америкою, Міністерство закордонних справ та торгівлі.
- З 2003 по 2004 — генеральний директор в Раді Національної безпеки.
- З 2004 по 2006 — працює в центральному апараті Міністерства закордонних справ і торгівлі Республіки Корея помічником Міністра.
- У 2006 по 2007 — головний Директор Департаменту зв'язків із Європою у тому самому міністерстві.
- З 2007 по 2008 — займається політичними дослідженнями у Джорджтаунському університеті в США.
- З 2008 — Надзвичайний і Повноважний Посол Республіки Корея в Україні, Грузії та Молдові за сумісництвом.